# (Just Like) Starting Over
"(Just Like) Starting Over" é uma canção escrita e interpretada por John Lennon em seu álbum Double Fantasy, de 1980. Foi lançada como single em 24 de outubro de 1980 no Reino Unido e três dias depois nos Estados Unidos, com "Kiss Kiss Kiss" de Yoko Ono como lado B. Alcançou o número um nos Estados Unidos e no Reino Unido depois que Lennon foi assassinado em 8 de dezembro de 1980. Em 2013, a Billboard Magazine classificou-a como a 62ª maior música de todos os tempos nas paradas da Billboard Hot 100.
Foi o último single de Lennon lançado em sua vida. Foi indicada ao Grammy Award para gravação do ano em 1982.

## Certificações e vendas
| Região               | Certificação | Vendas  |
| -------------------- | ------------ | ------- |
| Nova Zelândia (RMNZ) | Ouro         | 10,000^ |